# Nati nel 1915/Marzo
| Questa pagina contiene informazioni ricavate automaticamente dalle voci biografiche con l'ausilio del template Bio e di un bot. L'aggiornamento è periodico e automatico e ricostruisce completamente la pagina. Se manca una persona in questa lista, sei pregato di non aggiungerla, ma accertati piuttosto che la sua voce biografica contenga il template Bio e che i dati anagrafici siano correttamente compilati. Se il template Bio manca, inseriscilo tu stesso o, in alternativa, metti l'avviso {{tmp\|Bio}} che ne segnala la mancanza. Se i dati riportati sono sbagliati, correggi direttamente la voce biografica; le modifiche saranno visibili in questa lista entro pochi giorni. Per chiarimenti vedi il progetto biografie. La lista contiene solo le 158 persone che sono citate nell'enciclopedia e per le quali è stato implementato correttamente il template Bio. Pagina aggiornata al 18 ago 2025. |

- 1º marzo - Gustave Choquet, matematico francese († 2006)
- 1º marzo - Zulfiya, scrittrice sovietica († 1996)
- 1º marzo - Gianni Leoni, pilota motociclistico italiano († 1951)
- 1º marzo - Aldo Paone, calciatore italiano
- 1º marzo - Zerai Deres, traduttore e patriota eritreo († 1945)
- 2 marzo - Mario Ageno, fisico italiano († 1992)
- 2 marzo - Lona Andre, attrice statunitense († 1992)
- 2 marzo - Giulio Longhi, calciatore italiano († 1950)
- 2 marzo - Shi Hui, attore e regista cinese († 1957)
- 3 marzo - Ugo Drago, aviatore italiano († 2007)
- 3 marzo - Elia Marcelli, poeta, regista e sceneggiatore italiano († 1998)
- 3 marzo - Genovaitė Miuleraitė, cestista lituana († 2005)
- 4 marzo - Sangad Chaloryu, ammiraglio e politico thailandese († 1980)
- 4 marzo - László Csatáry, ungherese († 2013)
- 4 marzo - Adrienne Fidelin, modella e danzatrice francese († 2004)
- 4 marzo - Geoffrey Jackson, diplomatico e scrittore britannico († 1987)
- 4 marzo - Sieglinda di Lippe, principessa tedesca († 2008)
- 4 marzo - Rita Livesi, attrice italiana († 1989)
- 4 marzo - Otto Moll, militare e criminale di guerra tedesco († 1946)
- 4 marzo - Sergio Steve, economista italiano († 2006)
- 4 marzo - Carlos Surinach, compositore e direttore d'orchestra spagnolo († 1997)
- 4 marzo - Alessandro Taccani, compositore italiano († 1989)
- 4 marzo - Irving Terjesen, cestista statunitense († 1990)
- 5 marzo - Antonio Ranocchia, scultore italiano († 1989)
- 5 marzo - Laurent Schwartz, matematico francese († 2002)
- 5 marzo - Mahmoud Younes, schermidore egiziano († 2001)
- 6 marzo - Renato Brogelli, drammaturgo italiano († 2007)
- 6 marzo - Per Vilhelm Brüel, fisico e imprenditore danese († 2015)
- 6 marzo - Thomas B. Dewey, scrittore statunitense († 1981)
- 6 marzo - Friedrich Guggenberger, ammiraglio tedesco († 1988)
- 6 marzo - Joseph Kasa-Vubu, politico della Repubblica Democratica del Congo († 1969)
- 6 marzo - Hans-Ulrich von Oertzen, ufficiale tedesco († 1944)
- 7 marzo - Jacques Chaban-Delmas, politico, partigiano e generale francese († 2000)
- 7 marzo - Humberto Coloccini, calciatore argentino
- 7 marzo - Bruno Serotini, militare e aviatore italiano († 1943)
- 8 marzo - Aleksandr Božko, sollevatore sovietico († 1977)
- 8 marzo - Francisco Campos, calciatore e allenatore di calcio spagnolo († 1995)
- 8 marzo - Massimo Severo Giannini, giurista e politico italiano († 2000)
- 8 marzo - Tapio Rautavaara, giavellottista, cantante e attore finlandese († 1979)
- 8 marzo - Paul Renucci, filologo, critico letterario e italianista francese († 1977)
- 8 marzo - Uberto Tosco, botanico e musicista italiano († 2001)
- 9 marzo - Mario Brandimarte, calciatore italiano
- 9 marzo - Angelo Bredo, calciatore italiano († 1978)
- 9 marzo - Felice Leonardo, vescovo cattolico italiano († 2015)
- 9 marzo - Sergej Aleksandrovič Solov'ëv, calciatore, allenatore di calcio e hockeista su ghiaccio sovietico († 1967)
- 10 marzo - Charles Groves, direttore d'orchestra inglese († 1992)
- 10 marzo - Harry Bertoia, scultore e designer italiano († 1978)
- 10 marzo - Brede Borgen, allenatore di calcio e calciatore norvegese († 2005)
- 10 marzo - Ranald MacDougall, sceneggiatore e regista statunitense († 1973)
- 11 marzo - Gaetano Afeltra, giornalista e scrittore italiano († 2005)
- 11 marzo - Bronislao Kostkowski, religioso polacco († 1942)
- 11 marzo - Karl Krolow, poeta tedesco († 1999)
- 11 marzo - Joseph Licklider, informatico e psicologo statunitense († 1990)
- 12 marzo - Alberto Burri, artista e pittore italiano († 1995)
- 12 marzo - Red Byron, pilota automobilistico statunitense († 1960)
- 12 marzo - Bruno Knežević, allenatore di calcio e calciatore croato († 1982)
- 12 marzo - Satoshi Matsui, cestista giapponese († 1995)
- 12 marzo - Teresio Traversa, calciatore italiano († 1977)
- 13 marzo - Piero Dondi, calciatore italiano
- 13 marzo - Jakub Kopf, cestista polacco († 1983)
- 14 marzo - Carlo Borra, politico e sindacalista italiano († 1998)
- 14 marzo - Giovanni Costanzo, calciatore e allenatore di calcio italiano († 1961)
- 14 marzo - Mario Napoli, archeologo italiano († 1976)
- 14 marzo - Domenico Purificato, pittore italiano († 1984)
- 15 marzo - Giuseppe Abbadessa, politico italiano († 1980)
- 15 marzo - Mohamed Abdel Rahman, schermidore egiziano († 1996)
- 15 marzo - Olga Biglieri, pittrice, aviatrice e giornalista italiana († 2002)
- 15 marzo - Caterina Boratto, attrice italiana († 2010)
- 15 marzo - Ugo Cerroni, calciatore italiano († 1978)
- 15 marzo - Ervino Loik, calciatore italiano († 1993)
- 15 marzo - Don Ruter Nanayakkara, attore singalese († 1989)
- 15 marzo - Mirto Picchi, tenore italiano († 1980)
- 15 marzo - Romano Pontisso, ciclista su strada e dirigente sportivo italiano († 2003)
- 15 marzo - Benjamin Steinberg, violinista e direttore d'orchestra statunitense († 1974)
- 15 marzo - Ben Washam, animatore e regista statunitense († 1984)
- 16 marzo - Sebastiano Bacchini, militare e aviatore italiano († 1937)
- 16 marzo - Ermanno Dossetti, antifascista, partigiano e politico italiano († 2008)
- 16 marzo - Kunihiko Kodaira, matematico giapponese († 1997)
- 16 marzo - Wilhelm Simetsreiter, calciatore tedesco († 2001)
- 16 marzo - Howard Vocke, cestista statunitense († 1998)
- 17 marzo - Henry Bumstead, scenografo statunitense († 2006)
- 17 marzo - Mária Kišonová-Hubová, soprano slovacco († 2004)
- 17 marzo - Hans Namuth, fotografo statunitense († 1990)
- 17 marzo - Bill Roycroft, cavaliere australiano († 2011)
- 17 marzo - Richard Martin Stern, scrittore e romanziere statunitense († 2001)
- 18 marzo - Richard Condon, scrittore statunitense († 1996)
- 18 marzo - Giovanni Soncelli, militare italiano († 1943)
- 19 marzo - Franco Aimi, politico italiano († 1968)
- 19 marzo - Robert G. Cole, militare statunitense († 1944)
- 19 marzo - Galeazzo Dondi, cestista e allenatore di pallacanestro italiano († 2004)
- 19 marzo - Vladimir Kärk, cestista e pallavolista estone († 1998)
- 19 marzo - Patricia Morison, attrice e cantante statunitense († 2018)
- 20 marzo - Christof Exner, geologo austriaco († 2007)
- 20 marzo - Rudolf Kirchschläger, diplomatico e politico austriaco († 2000)
- 20 marzo - Amos Matteucci, giavellottista italiano († 2008)
- 20 marzo - Florence Morrison, attrice statunitense († 2000)
- 20 marzo - Svjatoslav Teofilovič Richter, pianista sovietico († 1997)
- 21 marzo - Mimo Billi, attore italiano († 1978)
- 21 marzo - Angelo Cattaneo, calciatore italiano († 1990)
- 21 marzo - Hank D'Amico, clarinettista e sassofonista statunitense († 1965)
- 21 marzo - Jean Demozay, militare e aviatore francese († 1945)
- 21 marzo - Diana Gibson, attrice statunitense († 1991)
- 21 marzo - Renato Gozzi, politico italiano († 1999)
- 21 marzo - Haroldo Barbosa, compositore, comico e giornalista brasiliano († 1979)
- 21 marzo - Roberto Irañeta, calciatore argentino († 1993)
- 21 marzo - Valter Neeris, calciatore estone († 1942)
- 21 marzo - Eliseo Pajaro, compositore filippino († 1984)
- 21 marzo - Antonino Scaini, politico italiano († 1991)
- 21 marzo - Sister Rosetta Tharpe, cantante e chitarrista statunitense († 1973)
- 21 marzo - Rafael Vega de los Reyes, torero spagnolo († 1969)
- 21 marzo - Vittorino Villani, artigiano e politico italiano († 2007)
- 22 marzo - Pierre Aubertin, militare e aviatore francese († 1949)
- 22 marzo - Erling Kongshaug, tiratore a segno norvegese († 1993)
- 22 marzo - John McConnell, attivista statunitense († 2012)
- 22 marzo - Giuseppe Sabatini, ciclista su strada italiano († 1951)
- 22 marzo - Bud Sagendorf, fumettista statunitense († 1994)
- 23 marzo - Sandro Angelini, architetto, illustratore e incisore italiano († 2001)
- 23 marzo - Pierre Chevalier, regista francese († 2005)
- 23 marzo - Marcello Morgante, vescovo cattolico italiano († 2007)
- 23 marzo - Arthur Owen, pilota automobilistico britannico († 2002)
- 23 marzo - Jack Rollins, produttore cinematografico e scenografo statunitense († 2015)
- 23 marzo - Robert Bertram Serjeant, orientalista scozzese († 1993)
- 23 marzo - Klement Steinmetz, calciatore austriaco († 2001)
- 23 marzo - Vasilij Grigor'evič Zajcev, militare sovietico († 1991)
- 24 marzo - Peter Bergmann, fisico tedesco († 2002)
- 24 marzo - Silvano Ceccherini, anarchico e scrittore italiano († 1974)
- 24 marzo - John Rogers Cox, pittore statunitense († 1990)
- 24 marzo - Reginald H. Fuller, presbitero, biblista e teologo britannico († 2007)
- 24 marzo - Gorgeous George, wrestler statunitense († 1963)
- 24 marzo - Paul Lorenzen, filosofo e matematico tedesco († 1994)
- 24 marzo - Eugène Martin, pilota automobilistico francese († 2006)
- 25 marzo - Eugenio Frate, militare italiano († 1940)
- 25 marzo - Giorgio Guglielmo di Hannover, principe e diplomatico tedesco († 2006)
- 25 marzo - Nunzio Montanari, pianista e compositore italiano († 1993)
- 25 marzo - Dorothy Squires, cantante gallese († 1998)
- 25 marzo - Kurt Svanström, calciatore svedese († 1996)
- 26 marzo - Lennart Strandberg, velocista svedese († 1989)
- 27 marzo - Robert Lockwood Jr., chitarrista e cantante statunitense († 2006)
- 27 marzo - Bernardo Poli, calciatore italiano († 1944)
- 28 marzo - Kurt Aland, teologo tedesco († 1994)
- 28 marzo - Rosario Assunto, filosofo italiano († 1994)
- 28 marzo - Edilberto Campadese, bobbista italiano († 2003)
- 28 marzo - Roberto Cenci, pittore italiano († 1989)
- 28 marzo - Hiroshi Hamaya, fotografo giapponese († 1999)
- 28 marzo - Jay Livingston, paroliere e compositore statunitense († 2001)
- 28 marzo - Guglielmo Mozzoni, nobile, architetto e partigiano italiano († 2014)
- 28 marzo - Maria Peron, infermiera e partigiana italiana († 1976)
- 29 marzo - Kenneth Arnold, aviatore statunitense († 1984)
- 29 marzo - Amedeo De Janni, generale italiano († 2007)
- 30 marzo - Agostino Barbieri, pittore, scultore e scrittore italiano († 2006)
- 30 marzo - Pietro Bigerna, attore italiano († 1991)
- 30 marzo - Gino Colombini, architetto e designer italiano († 2011)
- 30 marzo - Arsenio Erico, calciatore paraguaiano († 1977)
- 30 marzo - Pietro Ingrao, politico, giornalista e partigiano italiano († 2015)
- 30 marzo - José Morales Berriguete, calciatore spagnolo († 1999)
- 30 marzo - Alberto Gaudêncio Ramos, arcivescovo cattolico brasiliano († 1991)
- 30 marzo - Francesc Sabaté Llopart, anarchico spagnolo († 1960)
- 31 marzo - Shōichi Yokoi, militare giapponese († 1997)